# ThomsonFly
ThomsonFly var ett brittiskt flygbolag som bildades den 31 mars 2004 och flög såväl charter som reguljärt till destinationer i Europa och runt om i världen. ThomsonFly ingick i turismkoncernen TUI, där även TUI Sverige ingår. Den 1 november 2008 gick bolaget samman med First Choice Airways och bildade Thomson Airways.

## Bilder

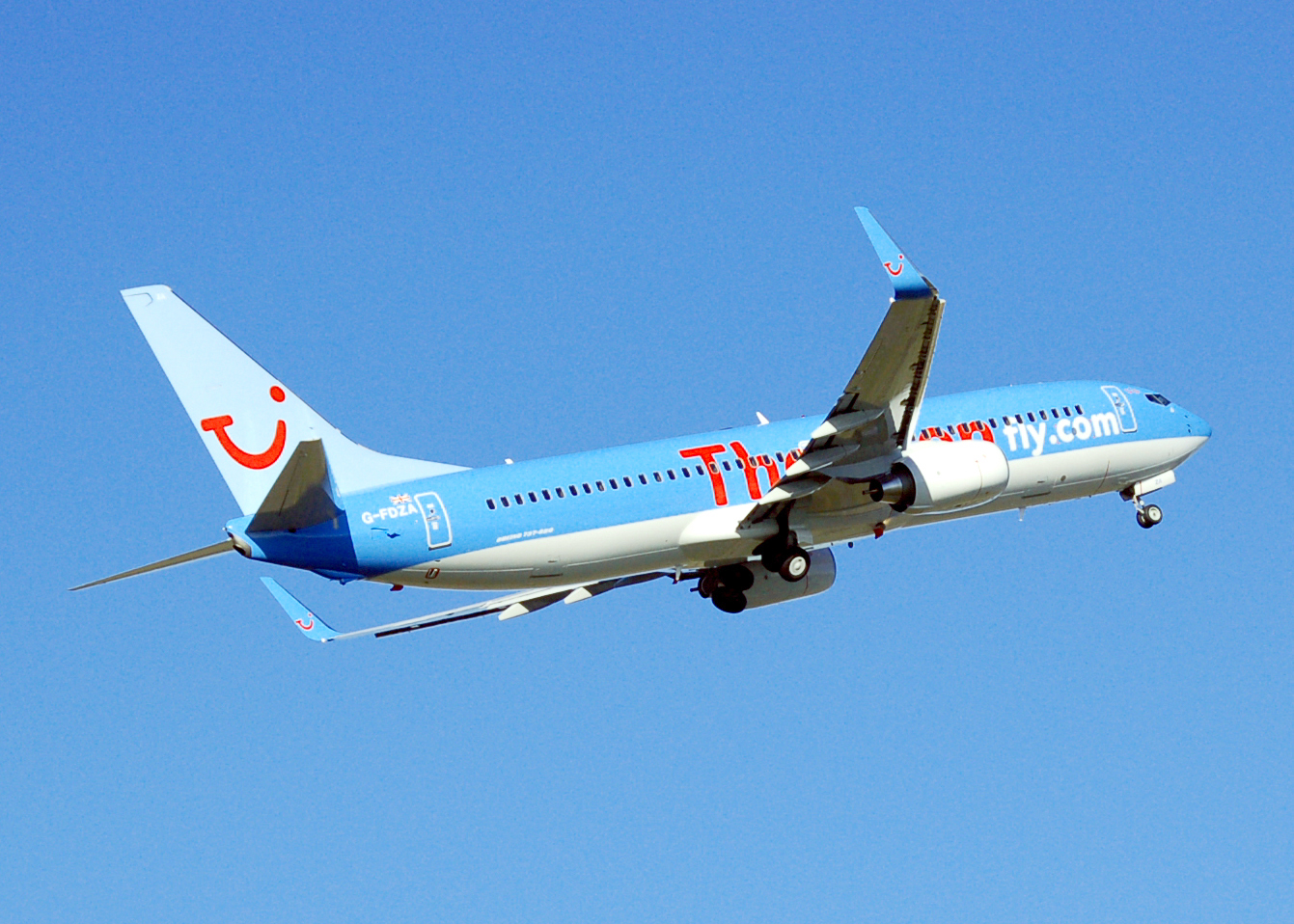
Thomsonfly Boeing 737-800.

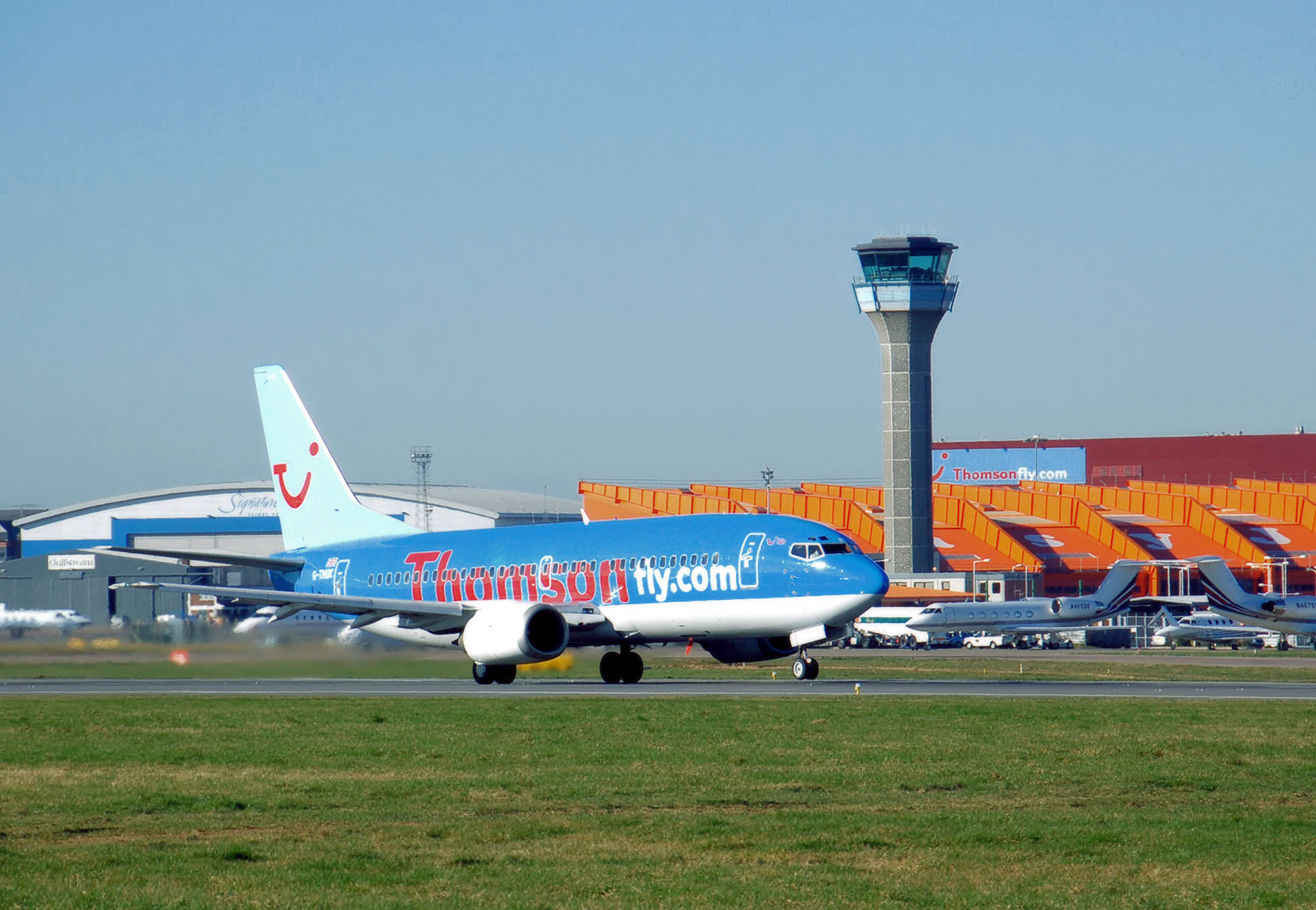
En Boeing 737-300 på Luton Airport.

## Flotta
- Boeing 757-200 (18)
- Boeing 767-200ER (4)
- Boeing 767-300ER (9)
- Boeing 737-300 (9)
- Boeing 737-500 (4)
- Boeing 737-800 (4)